# Monaster Piva
Monaster Piva – męski klasztor prawosławny w okolicach wsi Goransko, nad rzeką Pivą. Największy tego typu obiekt w Czarnogórze.
Monaster został wzniesiony w latach 1573–1586. Inicjatorem jego budowy był metropolita hercegowiński, późniejszy patriarcha serbski Sawwacjusz. Główną świątynią klasztorną jest cerkiew Zaśnięcia Matki Bożej, wzniesiona z kamienia, trójnawowa, bezwieżowa, z półkoliście zamkniętym prezbiterium. We wnętrzu znajduje się zespół malowideł ściennych wykonanych przez mnicha Strahinje z Budimlja, w tym cykl fresków ilustrujących kolejne części akatystu do Matki Bożej. Ikony w ikonostasie wykonali malarze o imionach Kozme i Longin. W skarbcu monasterskim przechowywane są zabytkowe utensylia oraz księgi liturgiczne, w tym psałterz z końca XV wieku. 
Pierwotnie kompleks zabudowań klasztornych znajdował się w miejscu zalanym dziś przez sztuczne jezioro powstałe po budowie zapory i elektrowni wodnej Mratinje na Pivie. Na obecne miejsce został przeniesiony między 1970 a 1982 – cała konstrukcja została rozebrana do pojedynczych kamieni, które następnie złożono w pierwotnym układzie, uzupełniając oryginalne freski.